# Hahnenklee
Hahnenklee, officieel: Hahnenklee-Bockswiese, is een Ortsteil en tevens een Ortschaft van de Duitse stad Goslar die op een hoogvlakte in de Oberharz in Nedersaksen is gelegen. Het telt circa 1200 inwoners (31 december 2020). Tot de herinrichting van gemeentes in Duitsland in 1972 was Hahnenklee een zelfstandige gemeente. De naam betekent letterlijk: hanen-klaver; het dorpswapen toont een haan en klaverbladeren. Hahnenklee bevindt zich circa 15 km ten zuidwesten van de stad Goslar en 6 km ten noorden van Clausthal-Zellerfeld. Het bestaat nagenoeg geheel van het toerisme en dankt dit mede aan het ontbreken van doorgaand verkeer door de ligging aan een doodlopend zijweggetje van de Bundesstraße 241. De streekbus rijdt met onregelmatige en niet zeer hoge frequentie. Voor de verbinding met Goslar regelen daarom veel hotels en pensions in het dorp pendelbus- of taxiverbindingen voor hun gasten. Bockswiese ligt op anderhalve kilometer ten zuiden van Hahnenklee. Bij de kern van Bockswiese, gelegen aan de Bundesstraße 241, ontspringt circa 640 meter zuidoostelijk van Hahnenklee het riviertje de Grumbach.

## Toerisme, bezienswaardigheden
Hahnenklee is een van de populairste wandel- en mountainbikesportoorden in het Harzgebergte. De sportactiviteiten zijn geconcentreerd rondom de Bocksberg, waarvan de top 727 meter boven zeeniveau ligt. De wintersportactiviteiten zijn na 1970 sterk teruggelopen.
In de zomer kan men in en om Hahnenklee verschillende (berg-)wandeltochten en mountainbikeparcoursen van sterk uiteenlopende moeilijkheidsgraad afleggen. De plaats bezit verder een zomerrodelbaan met de naam BocksBergBob.
Een belangrijke culturele bezienswaardigheid is de naar Scandinavisch model gebouwde in 1908 voltooide vurenhouten Gustav Adolf-staafkerk.
Het centrum van het dorp wordt gesierd door twee grote vijvers, de Kranicherteiche (Kraanvogelvijvers).
Op de bergtoppen rondom Hahnenklee bevinden zich enige radio-zendmasten en andere telecommunicatiemasten.

## Geschiedenis
Hahnenklee en Bockswiese ontstonden in respectievelijk 1569 en 1580 als mijnwerkersdorpjes. In de nabijheid van de dorpen lag een rijke ertsader in het gebergte, de Bockswieser Gangzug, die zich over een lengte van 12 km tot bij Clausthal-Zellerfeld uitstrekte. Hier werden vooral lood en koper gedolven en in geringere hoeveelheden ook zilver. De mijnen raakten in de 19e en het begin van de 20e eeuw buiten bedrijf, daar de exploitatie niet langer lonend was. Rond 1900 kwam in Hahnenklee het toerisme op. In 1882 werd de plaats officieel een erkend kuuroord (tot op heden noemt de plaats zich op haar website een Heilklimatischer Kurort).
Ten tijde van het Derde Rijk, en wel in de laatste twee jaren van de Tweede Wereldoorlog, beval Adolf Hitler de confiscatie van een aantal hotels in Hahnenklee. Ze werden ingericht als kraamklinieken (Entbindungsheime), waar hoogzwangere vrouwen uit de grote Duitse steden, die regelmatig door de geallieerde luchtbombardementen getroffen werden, veilig hun kinderen konden baren. Direct na de oorlog dienden dezelfde hotels als noodopvang voor vluchtelingen en Heimatvertriebene.
Het toerisme naar Hahnenklee bereikte een hoogtepunt in de jaren 1970 en 1980, maar viel daarna sterk terug, door een combinatie van een groot aantal factoren. Na 2010 trad een krachtig herstel in, onder andere door modernisering van de toeristische infrastructuur.

## Afbeeldingen

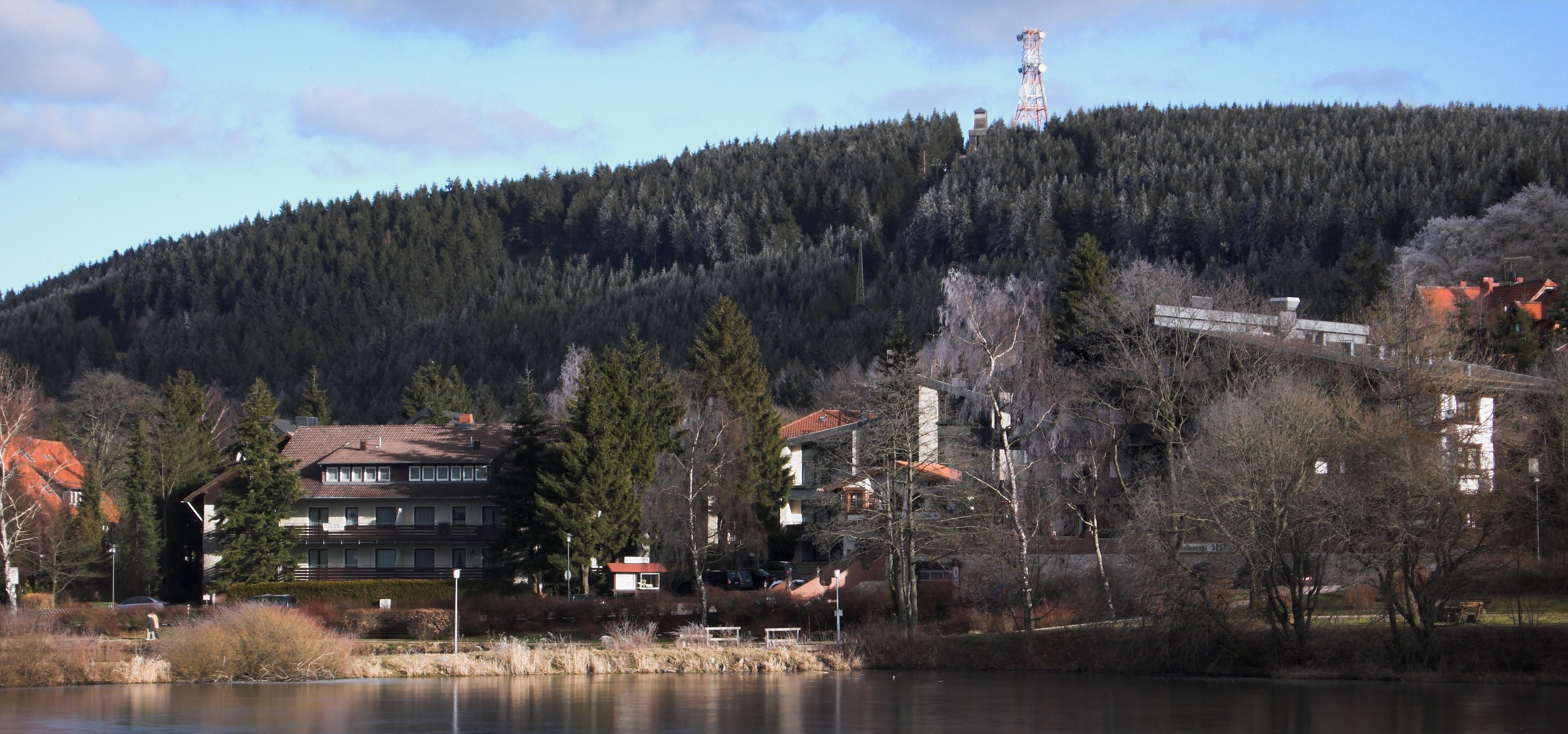
Gezicht op de Bocksberg vanuit Hahnenklee
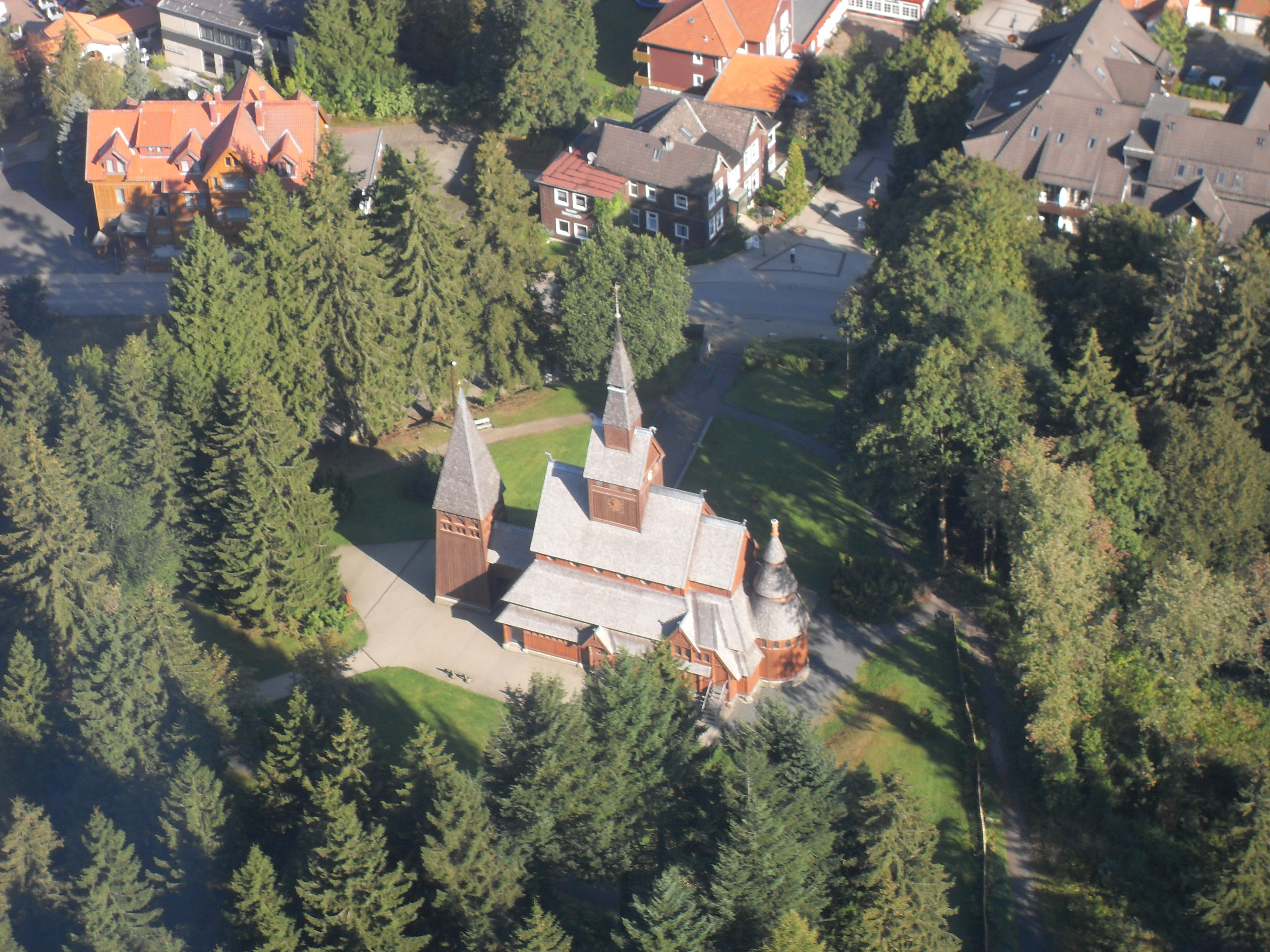
Hahnenklee, pleintje rondom de Gustaaf-Adolf-staafkerk
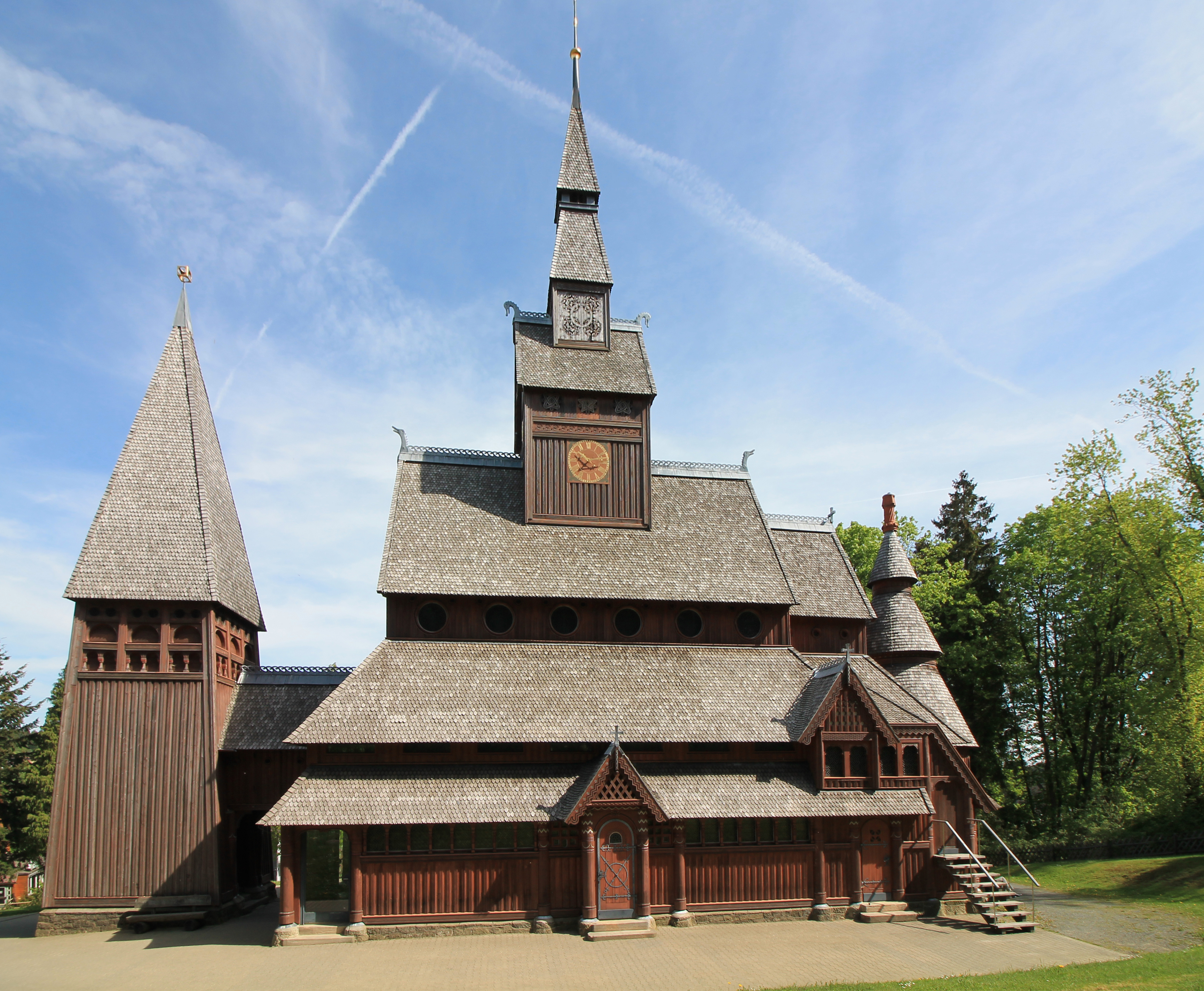
Gustaaf-Adolf-staafkerk
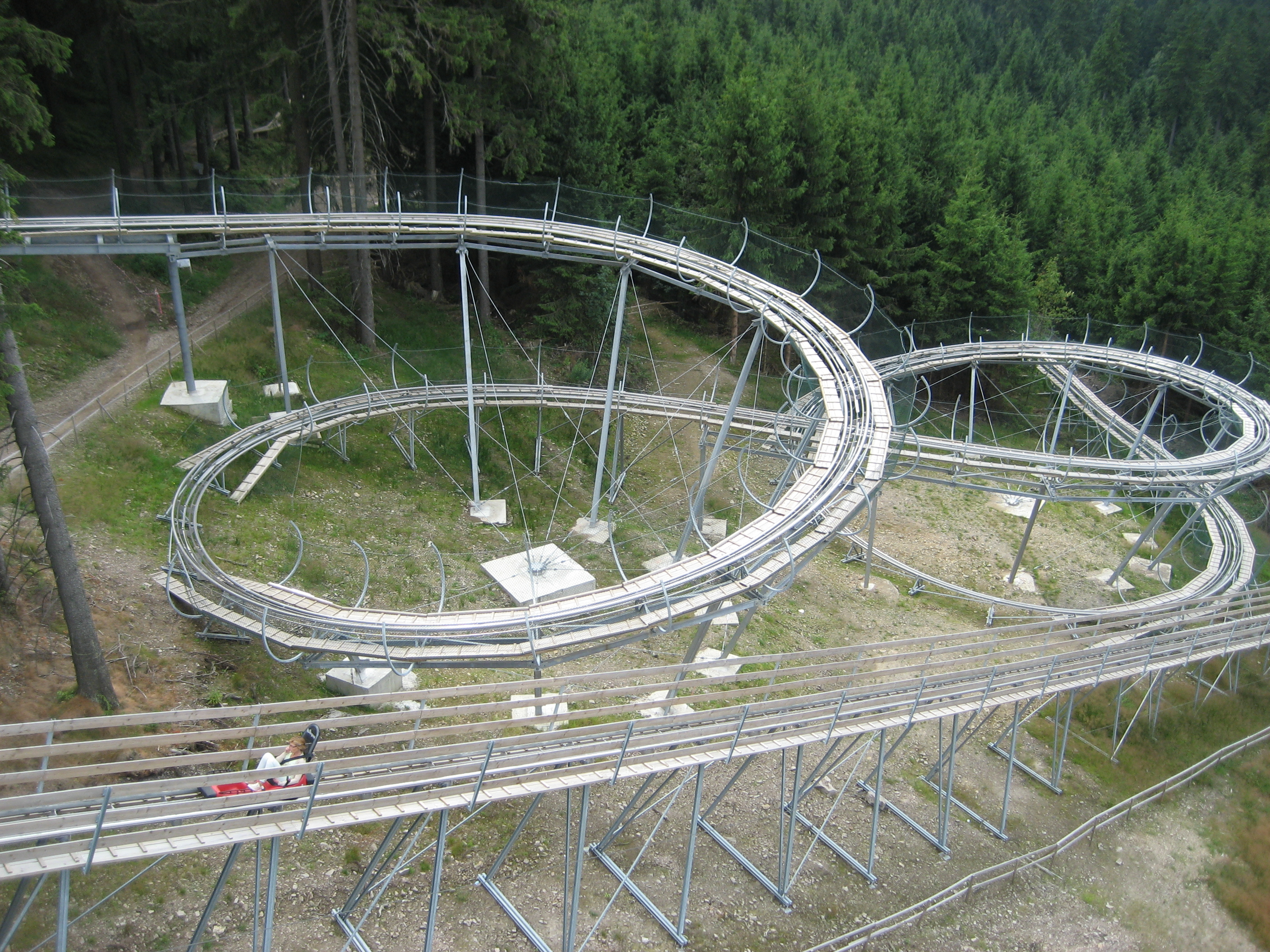
Sommerrodelbahn BocksBergBob
Panorama Kranicherteiche Hahnenklee

## Bekende personen in relatie tot Hahnenklee
- Wilhelm Ripe (* 16 november 1818 in Hahnenklee; † 5 december 1885 in Goslar) was een regionaal bekend landschapsschilder.
- Paul Lincke, componist van liedjes in het operettegenre, overleed te Hahnenklee in 1946.